# Canoagem nos Jogos Pan-Americanos de 2019 - C-1 slalom masculino
A competição do C-1 slalom masculino foi um dos eventos da canoagem nos Jogos Pan-Americanos de 2019. Foi disputada no Rio Canete, localizado na cidade de Lunahuaná, no Peru nos dias 3 e 4 de agosto.

## Calendário
Horário local (UTC-5).
| Data        | Horário | Fase      |
| ----------- | ------- | --------- |
| 3 de agosto | 9:35    | Baterias  |
| 4 de agosto | 9:30    | Semifinal |
| 4 de agosto | 11:15   | Final     |

## Medalhistas
| Ouro   | USA Zachary Lokken  |
| Prata  | ARG Sebastian Rossi |
| Bronze | BRA Felipe Borges   |

## Resultados

### Baterias
| Colocação | Canoísta         | Nacionalidade      | Bateria 1 | Bateria 1 | Bateria 1 | Bateria 2 | Bateria 2 | Bateria 2 | Melhor tempo | Notas |
| Colocação | Canoísta         | Nacionalidade      | Tempo     | Pen.      | Total     | Tempo     | Pen.      | Total     | Melhor tempo | Notas |
| --------- | ---------------- | ------------------ | --------- | --------- | --------- | --------- | --------- | --------- | ------------ | ----- |
| 1         | Felipe Borges    | BRA Brasil         | 86.94     | 2         | 88.94     | 84.79     | 0         | 84.79     | 84.79        | Q     |
| 2         | Sebastian Rossi  | ARG Argentina      | 84.35     | 2         | 86.35     | 83.90     | 2         | 85.90     | 85.90        | Q     |
| 3         | Zachary Lokken   | USA Estados Unidos | 87.82     | 2         | 89.82     | 85.23     | 2         | 87.23     | 87.23        | Q     |
| 4         | Liam Smedley     | CAN Canadá         | 89.91     | 2         | 91.91     | 88.72     | 6         | 94.72     | 89.91        | Q     |
| 5         | Melquisidec Vega | VEN Venezuela      | 105.84    | 54        | 159.84    | 92.71     | 2         | 94.71     | 94.71        | Q     |
| 6         | Ricardo Fentanes | MEX México         | 114.39    | 6         | 120.39    | 143.14    | 12        | 155.14    | 120.39       | Q     |
| 7         | John Rodriguez   | PER Peru           | 133.03    | 110       | 243.03    | 129.50    | 0         | 129.50    | 129.50       |       |

### Semifinal
A semifinal ocorreu dia 4 de agosto às 9:30. 
| Colocação | Canoísta         | Nacionalidade      | Tempo  | Pen. | Total  | Notas |
| --------- | ---------------- | ------------------ | ------ | ---- | ------ | ----- |
| 1         | Sebastian Rossi  | ARG Argentina      | 91.74  | 0    | 91.74  | Q     |
| 2         | Zachary Lokken   | USA Estados Unidos | 90.53  | 2    | 92.53  | Q     |
| 3         | Felipe Borges    | BRA Brasil         | 93.13  | 2    | 95.13  | Q     |
| 4         | Liam Smedley     | CAN Canadá         | 94.22  | 2    | 96.22  | Q     |
| 5         | Melquisidec Vega | VEN Venezuela      | 102.06 | 4    | 106.06 | Q     |
| 6         | Ricardo Fentanes | MEX México         | 121.33 | 6    | 127.33 |       |

### Final
A final ocorreu dia 4 de agosto às 11:15. 
| Colocação         | Canoísta         | Nacionalidade      | Tempo  | Pen. | Total  | Notas |
| ----------------- | ---------------- | ------------------ | ------ | ---- | ------ | ----- |
| Medalha de ouro   | Zachary Lokken   | USA Estados Unidos | 90.66  | 0    | 90.66  |       |
| Medalha de prata  | Sebastian Ross   | ARG Argentina      | 90.80  | 0    | 90.80  |       |
| Medalha de bronze | Felipe Borges    | BRA Brasil         | 91.39  | 0    | 91.39  |       |
| 4                 | Liam Smedley     | CAN Canadá         | 93.28  | 4    | 93.28  |       |
| 5                 | Melquisidec Vega | VEN Venezuela      | 102.13 | 0    | 102.13 |       |